# Conseil municipal de Charlottetown
 (mai 2025).
Mandat 2022-2026

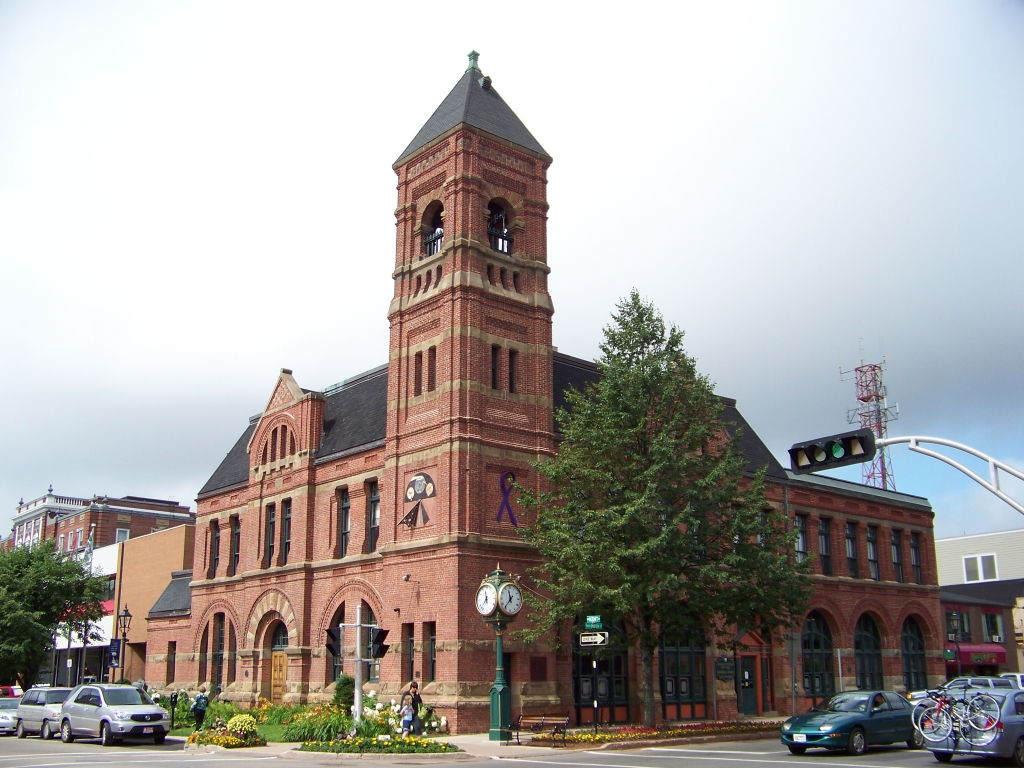
Hôtel de ville de Charlottetown construit en 1888.

Le conseil municipal de Charlottetown est l'organe directeur de la ville de Charlottetown, chef-lieu du comté de Queen's, sur l'Île-du-Prince-Édouard, au Canada. Les dernières élections municipales ont eu lieu le 7 novembre 2022. Le conseil municipal se réunit à l'hôtel de ville de Charlottetown.

## Maire
- Philip Brown (2018–présent)

## Conseillers
| District                | Conseiller                      | Année de la première élection |
| ----------------------- | ------------------------------- | ----------------------------- |
| 1 – Place de la Reine   | Alana Jankov ( maire adjointe ) | 2018                          |
| 2 – Belvédère           | Justin Muttart                  | 2022                          |
| 3 – Brighton            | Norman Beck                     | 2022                          |
| 4 – Parc du Printemps   | Mitchell Tweel                  | 1994                          |
| 5 – Le ruisseau d'Ellen | Kevin Ramsay                    | 2014                          |
| 6 – Mont Édouard        | Robert Doiron                   | 2014                          |
| 7 – Beach Grove         | John McAleer                    | 2022                          |
| 8 – Highfield           | Trevor MacKinnon                | 2022                          |
| 9 – Stonepark           | Julie McCabe                    | 2018                          |
| 10 – Falconwood         | Terry Bernard                   | 2000                          |